# Atentado del bus de la calle Dizengoff
El atentado del bus de la calle Dizengoff fue un atentado suicida cometido por Hamás sobre un autobús de pasajeros que circulaba por la calle Dizengoff en Tel Aviv en 1994. En su momento fue el atentado suicida más letal en la historia de Israel y el primero con éxito en Tel Aviv. Veintidós soldados israelíes asesinados y cincuenta resultaron heridos. El ataque fue planeado por el jefe de Hamás Yahya Ayyash, en la víspera de la firma del Tratado de paz entre Israel y Jordania.

## Contexto
Yahya Ayyash había lanzado una serie de atentados contra objetivos civiles israelíes para intentar hacer descarrilar cualquier acuerdo de paz entre Israel y sus vecinos, y también como venganza por la masacre contra los fieles musulmanes en la Tumba de los patriarcas cometida por Baruch Goldstein. Los anteriores ataques de Ayyash contra la estación central de autobuses de Hadera y contra otro autobús en Afula habían resultado decepcionantes para él, con seis y ocho víctimas mortales respectivamente. En ambos casos había usado una bomba a base de peróxido de acetona, un explosivo relativamente débil. Para este ataque contra el autobús de la línea 5 de Tel Aviv, Ayyash construyó una bomba usando una mina terrestre egipcia junto a veinte kilogramos de TNT militar, empaquetado con clavos y tornillos. El dispositivo "era uno de los mejores nunca construidos por Ayyash."
Saleh Abdel Rahim al-Souwi, residente en Qalqilya fue elegido para el atentado. Al-Souwi se unió a Hamás tras la muerte de su hermano Hasin en 1989, en un enfrentamiento armado con las fuerzas israelíes. Al-Souwi era buscado por el Shabak israelí, pero no se le consideraba de alta prioridad. El último día antes del ataque al-Souwi grabó una declaración diciendo "Es bueno morir como martir por Alá".

## Ataque
Muatab Mukadi, otro miembro del battalion Samaria de Ayyash  (de las Brigadas Izz ad-Din al-Qassam ), condujo a al-Souwi a una de las primeras paradas del bus. Al-Souwi se sentó junto al pasillo en el lado izquierdo del bus y colocó la bomba, que iba dentro de una bolsa marrón, a sus pies.
Hacia las 9:00 AM aproximadamente, según el bus frenaba antes de la parada situada a cien metros al norte de la Plaza Dizengoff, al-Souwi detonó la bomba matando a 21 israelíes y a un ciudadano holandés. La potente explosión desprendió el autobús de su chasis y el calor derritió la carrocería de fibra de vidrio del mismo. Algunas extremidades de las víctimas salieron despedidas contra las terrazas de varios restaurantes próximos.

### Víctimas
- Haviv Tishbi, 54, Tel Aviv
- Moshe Gardinger, 83, Tel Aviv
- Pnina Rapaport, 74, Tel Aviv
- Galit Rosen, 23, Holon
- Zippora Ariel, 64, Tel Aviv
- David Lida, 74, Tel Aviv
- Puah Yedgar, 56, Givatayim
- Dalia Ashkenazi, 62, Tel Aviv
- Esther Sharon, 21, Lod
- Ofra Ben-Naim, 33, Lod
- Tamar Carlebach-Sapir, 24, Moshav Zafaria
- Shira Meroz-Kot, 20, Kibutz Beit Hashita
- Miriam Adaf, 54, Sderot
- Anat Rosen, 21, Ra'anana
- Salah Ovadia, 52, Holon
- Eliahu Wasserman, 66, Bat Yam
- Alexandra Sapirstein, 55, Holon
- Pierre Atlas, 56, Kiryat Ono
- Ella Volkov, 21, Safed
- Ayelet Langer-Alkobi, 26, Kibutz Yiron
- Kochava Biton, 59, Tel Aviv
- Reinier Verbiest, 25, Netherlands.[2]

## Consecuencias
El atentado fue en su momento el más letal en la historia de Israel, pero otros posteriores resultaron aún más devastadores, como el atentado de la carretera de Jaffa, el atentado del Park Hotel en Netanya durante Pesaj o el atentado del bus de Shmuel Hanavi.
Yitzhak Rabin, el entonces primer ministro israelí, quien se encontraba en el Reino Unido en una visita de Estado, regresó inmediatamente a Israel. La imagen de Ayyash salió en muchos periódicos del mundo entero.
La policía israelí identificó rápidamente a al-Souwi como el terrorista suicida. Al día siguiente del atentado, con su identidad confirmada por ADN, la familia de al-Souwi hizo una fiesta en su barrio para celebrar su "martirio". Ese día por la tarde, la Agencia de Seguridad de Israel derribó su casa, tras dejar a la familia recoger sus posesiones.